# عدد اورسل

مشخصات موج.

عدد اورسل(به انگلیسی: Ursell number) یک عدد بدون بعد می‌باشد  که به افتخار ریاضیدان بریتانیایی فریتز اورسل (به انگلیسی: Fritz Ursell)نامگذاری شده‌است.این عدد با نماد U نشان داده شده و به صورت زیر تعریف می‌شود:
{\displaystyle U\,=\,{\frac {H}{h}}\left({\frac {\lambda }{h}}\right)^{2}\,=\,{\frac {H\,\lambda ^{2}}{h^{3}}},}
در این رابطه:
- H : دامنه موج،
- h : عمق آب،
- λ : طول موج